# 桑托斯 (科多尔省)
桑托斯（法語：Santosse，法語發音：[sɑ̃tɔs]）是法国科多尔省的一个市镇，属于博讷区。

## 地理
桑托斯（47°0'19"N, 4°37'47"E）面积7.93 平方千米，位于法国勃艮第-弗朗什-孔泰大區科多尔省，该省份为法国中东部省份，北起奥布省，西接涅夫勒省和约讷省，南至索恩-卢瓦尔省，东南接汝拉省，东临上索恩省，东北部与上马恩省接壤。
与桑托斯接壤的市镇（或旧市镇、城区）包括：拉罗什波、欧比尼拉龙斯、博比尼、莫利诺、科尔莫-沃希尼翁、瓦勒蒙。

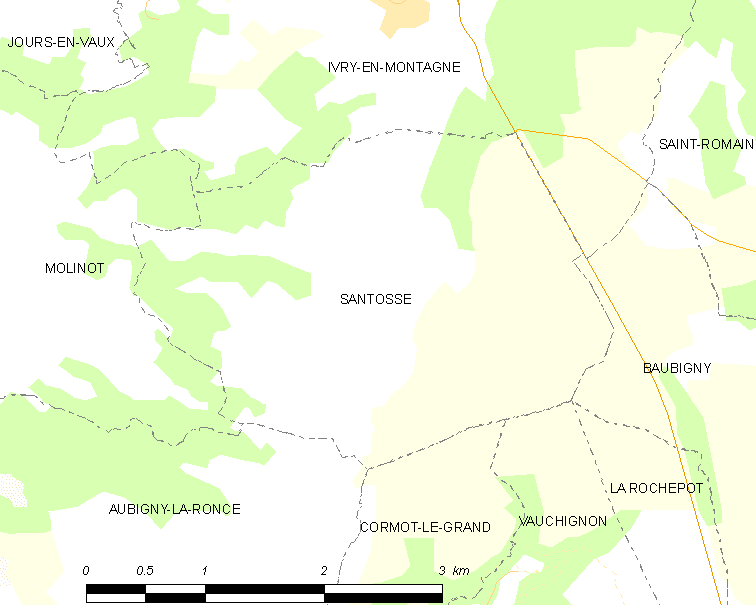
的OSM定位图

桑托斯的时区为UTC+01:00、UTC+02:00（夏令时）。

## 行政
桑托斯的邮政编码为21340，INSEE市镇编码为21583。

## 政治
桑托斯所属的省级选区为阿尔奈勒迪克县。

## 人口

1962-2008年间人口变化图示

桑托斯于2022年1月1日时的人口数量为60人。